# Цепешти (Валча)
Цепешти (рум. Țepești) насеље је у Румунији у округу Валча у општини Тетоју. Oпштина се налази на надморској висини од 250 m.

## Становништво
Према подацима из 2002. године у насељу је живело 504 становника, од којих су сви румунске националности.